# Fale piaskowe
Fale piaskowe, pręgi – silnie asymetryczne grzbiety zbudowane z piasku powstałe w wyniku transportu ziaren przez wiatr, prądy wodne lub falowanie. Są poprzeczne do kierunku przepływu i większe od riplemarków.   
Antydiuny, pręgi wsteczne – wały piaszczyste tworzące się przy dużej prędkości przepływu, przesuwające się w górę lub w dół prądu.